# Oleg Saitov
Oleg Ėlekpaevič Saitov (in russo Олег Элекпаевич Саитов?; Novokujbyševsk, 26 maggio 1974) è un pugile russo, vincitore della medaglia d'oro nella categoria dei pesi welter al torneo di pugilato delle Olimpiadi di Atlanta del 1996 e al torneo di pugilato delle Olimpiadi di Sydney del 2000, nel corso delle quali ha ricevuto la Coppa Val Barker.
Ha studiato giornalismo nella città di Rjazan'.